# باري إدموندز
باري إدموندز (بالإنجليزية: Barry Edmonds)‏ هو مصور وصحفي أمريكي، ولد في 18 يوليو 1931، وتوفي في 21 يوليو 1982.